# چویونچی
چویونچی (انگلیسی: Chuyunchi) یک شهرک در شهرستان داولکانوفسکی در استان باشقیرستان کشور روسیه است.